# Terron-sur-Aisne

Terron-sur-Aisne este o comună în departamentul Ardennes din nordul Franței. În 1 ianuarie 2018 avea o populație de 108 de locuitori.